# West Highland terrier

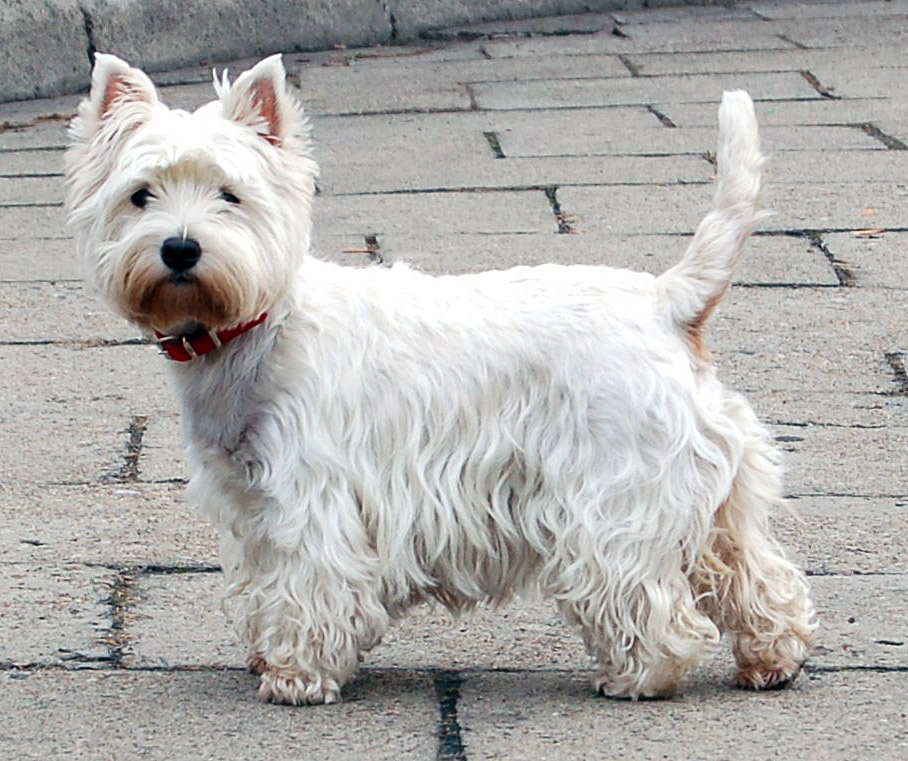
West Highland terrier

West Highland White Terrierul (Westie terrierul alb vest scoțian) este membru al grupului de terrieri și este și azi folosit pe post de câine de companie, prezentări de dresaj și la expoziție.
Durata de viață a unui Westie este de 13-14 ani iar numărul de pui poate fii de trei sau chiar 4 cățeluși.

## Descriere
Are o blană zburlită, frumoasă, nasul în formă de buton și urechi mici ridicate dau acestei rase o imagine drăguță și răsfățată. Corpul este compact, iar capul are forma celui de vulpe. Blana, totuși, este particularitatea lor: o blană dublă, stratul exterior fiind drept cu păr tare, subpărul fiind moale și abundent. Mișcarea este liberă, dreaptă și ușoară. Înălțimea la femelă între minim 25 cm și maxim 28 cm, la mascul este la fel.
Greutate la femelă și mascul între 7 kg minimă și 10 kg maximă, înălțimea fiind de minim 25 cm și maxim 28 cm la ambele sexe.
Boli: Westie este în general un câine mic, rezistent, cu puține probleme specifice rasei. Unele exemplare au predispoziție la bolile de piele și la surzenie.
Boli curente: surzenie, defecte congenital-metabolice ale ficatului, boli de piele, displazie epidermică, boala lui Krabbe.

## Istoric
West Highland White Terrier au fost crescuți pentru vânătoarea de vidre, vulpi și animale dăunătoare. Își împarte strămoșii cu Scottish, Cairn și Dandie Dinmont terrierii. Din lotul de terrieri cu părul tare din Scoția, puii albi au fost selectați pentru a forma această rasă. Scrierile arată că regele James I al Angliei în anii 1620 a cerut câțiva cățeluși albi urecheați din Argyleshire, Scoția, aceștia putând fi Westies! Col Malcom din Poltalloch, Argyleshire și-a țintit și omorât accidental terrierul său favorit (care era de culoare închisă) și s-a hotărât de atunci să aibă numai câini albi. El ar putea fi cel care a format rasa Westie care însă pe vremea aceea se numea Poltalloch Terrier. Moșia ducelui de Argyll’s din Dumbartonshire a fost numită Roseneath și, în secolul al 19 lea, Westie erau cunoscuți drept Roseneath Terrieri în onoarea patronajului și interesului său. La primele expoziții canine la sfârșitul anilor 1800 erau cunoscuți ca White Scottish terrier (terrierul alb scoțian) până în 1904 când au fost clasificați sub numele de West Highland White Terrier (terrierul alb scoțian vestic). 
Westie este un câine inteligent dar poate fi întrucâtva neascultător așa că rămâneți constant în ceea ce privește dresajul său.

## Caracteristici de expoziție
Toată pigmentația trebuie să fie neagră. Capetele lor trebuie să fie ușor boltite cu un stop distinct. Dinții trebuie să fie mari în raport cu mărimea câinelui, cu o mușcătură în formă de foarfecă regulată. Ochii, de mărime medie și cât mai întunecați posibil. Urechile lor trebuie să fie mici, îndreptate în sus, și purtate ferm, acoperite cu păr scurt și neted. Gâtul trebuie să fie musculos și suficient de lung contopindu-se între umerii frumos înclinați. Corpul trebuie să fie compact cu o spinare dreaptă. Picioarele din față trebuie să fie scurte, musculoase și drepte. Picioarele posterioare sunt scurte, musculoase și viguroase. Talpa picioarelor anterioare va fi mai mare decât cea posterioară, rotundă, puternică și captușită des și acoperită cu păr scurt și aspru. Talpa picioarelor posterioare va fi mai mică și căptușită des. Coada trebuie să fie lunguiață, cât mai dreaptă posibil fără coamă și purtată vesel. Sub nici o formă nu va fi scurtă.
Țara de origine: Scoția

## Energie
Exerciții generale: 60-80 minute pe zi. Westie are nevoie de exerciții. Este un cățel energic căruia îi place să se joace cu mingea. Le place să sape și să hoinărească așa că asigurați-vă că grădina are garduri bune.
Stres cauzat dacă este lăsat singur: scăzut
Protecție personală: ridicată
Compatibilitate pe post de câine de pază: medie
Riscul de a speria oile: ridicat
Tendință de lătrat: medie
Ușurință la transport: ridicată
Nivel de agresivitate: scăzut
Compatibilitate cu alte animale: medie
Compatibilitate pentru copii: ridicată
Caracter general și temperament: Westie sunt caractere obraznice, încrezătoare și afective. Sunt alerți și curajoși putând fi buni câini de pază. Pot fi de asemenea vicleni și încăpățânați dar sunt loiali total familiilor lor. Sunt parteneri de joacă excelenți pentru copii atât în casă cât și în exterior pentru că se pot opune jocului dur și se înțeleg în mod rezonabil cu alți indivizi din aceeași rasă. Totuși trebuie familiarizați cu pisicile când sunt tineri întrucât le vor vâna la vârsta adultă. Dresajul trebuie să-l socializeze timpuriu, imperativ dacă trebuie să trăiască cu alți câini, întrucât pot fi foarte dominanți.
Îngrijirea blănii
Lungimea blănii; scurtă/medie
Cerințe de îngrijire a blănii: o dată pe săptămână
Tundere: ocazională
Cerințe privind necesitatea prestării service-ului de către un frizer profesionist: da
Îngrijirea blănii: Blana lor este tare deci nu trebuie să li se facă baie prea des. Când câinele se murdărește cel mai bine este să lăsați noroiul să se usuce pe ei și să-l îndepărtați apoi prin periere. Blana trebuie să fie smulsă cu mâna de două-trei ori pe an de un frizer canin specializat. O îngrijire săptămânală este tot ceea ce trebuie pentru a scăpa de părul care atârnă inert.
Culoarea: întotdeauna albă
Năpârlire: moderată
Suferă de alergii: adevărat
West Highland terrier